# Manzoni (metropolitana di Roma)
Manzoni è una stazione della linea A della metropolitana di Roma.

## Storia
La stazione di Manzoni fu costruita come parte della prima tratta, da Anagnina a Ottaviano, della linea A della metropolitana di Roma, entrata in servizio il 16 febbraio 1980.
Venne chiusa per lavori di ristrutturazione nel mese di gennaio 2006: i treni vi transitavano senza effettuare la sosta. I lavori riguardarono interventi di sostituzione delle scale mobili, ammodernamento degli impianti elettrici, di sicurezza e comunicazione; furono realizzati ascensori per consentire l'accesso alle persone con mobilità ridotta, percorsi e segnaletica in braille per non vedenti ed ipovedenti, servizi igienici e un nuovo sistema informativo. Inizialmente i lavori avrebbero dovuto concludersi entro dicembre 2006, ma il ritrovamento di importanti reperti archeologici determinò lo slittamento della riapertura rispetto alla data prevista inizialmente di quasi un anno e la fermata venne riaperta al pubblico l'8 ottobre 2007.
Al termine della ristrutturazione venne modificata anche la denominazione e, sulla segnaletica e negli annunci, la stazione è indicata come Manzoni-Museo della Liberazione.

## Struttura e impianti
La stazione è sotterranea e possiede due binari, che in tale tratto corrono in due distinte gallerie, serviti da due banchine centrali. Il piano binari, scavato a foro cieco, è collegato al mezzanino superficiale, scavato a cielo aperto, attraverso rampe di scale e scale mobili.
La ristrutturazione operata tra il 2006 e il 2007 comprese una profonda rivisitazione del design della stazione, discostandosi totalmente da quello adottato fino ad allora nelle altre stazioni della linea A, seppur con alcune varianti, e introducendo pannelli bianchi lungo le pareti dell'atrio e delle banchine, nuove insegne verticali nei pressi degli ingressi al livello stradale e adottando uno stile grafico compatto e moderno per quanto riguarda le indicazioni e il nome della stazione. Tale stile fu adottato sulla stessa linea, seppur non in modo fedele, durante le ristrutturazioni delle stazioni Termini, Lepanto e Ottaviano.

## Interscambi
- Fermata tram (Manzoni, linea 3)
- Fermata autobus ATAC

## Servizi
- Biglietteria automatica